# 김동진 (1989년)
김동진(한국 한자: 金東珍, 1989년 7월 13일 ~ )은 대한민국의 축구 선수이며, 포지션은 공격수이다.